# Dekanat Erding
Das Dekanat Erding ist ein Dekanat der römisch-katholischen Kirche im Erzbistum München und Freising und gehört zur Region Nord. Territorial umfasst das Dekanat den Großteil des Landkreises Erding sowie Teile der Landkreise Ebersberg, Freising, Landshut und Mühldorf.
Zum Dekanat gehören 43 Pfarreien, eine Pfarrkuratie und sechs Kuratien, die in 14 Pfarrverbänden organisiert sind.
Bei der Dekanatsreform 2024 wurde es aus dem vorher bereits bestehenden Dekanat Erding und dem Dekanat Dorfen gebildet. Im Zuge dieser Reform wurde das Dekanat Erding um 17 Pfarreien und eine Kuratie vergrößert.
Dekan ist seit 1. Januar 2024 Martin Ringhof, der erst zum 1. Dezember 2023 neuer Leiter des Pfarrverbands St. Wolfgang wurde und bis dahin Leiter des Pfarrverbands Vier Brunnen - Ottobrunn war.

## Liste der Pfarrverbände
| Pfarrverband                               | Pfarreien | Pfarrkuratien | Kuratien | Verwaltungssitz                       | Katholiken-Zahl (Stand 2008) | Dekanat vor Reform 2024 |
| ------------------------------------------ | --------- | ------------- | -------- | ------------------------------------- | ---------------------------- | ----------------------- |
| Stadtteilkirche Altenerding-Klettham       | 2         | 0             | 0        | Tassiloweg 1, 85435 Erding            | 8622                         | Erding                  |
| Pfarrverband Bockhorn                      | 2         | 0             | 2        | Heckener Str. 2, 85461 Bockhorn       | 2574                         | Erding                  |
| Pfarrverband Dorfen                        | 2         | 0             | 0        | Ruprechtsberg 6, 84405 Dorfen         | 7531                         | Dorfen                  |
| Pfarrverband Erding-Langengeisling         | 2         | 0             | 0        | Kirchgasse 9, 85435 Erding            | 8832                         | Erding                  |
| Pfarrverband Erdinger Moos                 | 4         | 0             | 0        | Hofmarkstr. 8, 85462 Eitting          | 4581                         | Erding                  |
| Pfarrverband Holzland                      | 5         | 0             | 0        | Am Kirchberg 6, 84439 Steinkirchen    | 4142                         | Dorfen                  |
| Pfarrverband Isen                          | 3         | 0             | 1        | Bischof-Josef-Str. 8, 84424 Isen      | 5928                         | Dorfen                  |
| Pfarrverband Maria-Tading                  | 4         | 0             | 0        | Hirschbachweg 4, 85659 Forstern       | 6534                         | Erding                  |
| Pfarrverband Reichenkirchen Maria Thalheim | 4         | 0             | 1        | Hauptstr. 9, 85447 Reichenkirchen     | 2605                         | Erding                  |
| Pfarrverband St. Anna im Moosrain          | 3         | 1             | 0        | Kirchenstr. 7, 85452 Moosinning       | 6911                         | Erding                  |
| Pfarrverband St. Wolfgang                  | 3         | 0             | 0        | Pfarrer-Bichlmair-Weg 5, 84405 Dorfen | 4815                         | Dorfen                  |
| Pfarrverband Taufkirchen (Vils)            | 4         | 0             | 0        | Paulusweg 2, 84416 Taufkirchen (Vils) | 6112                         | Dorfen                  |
| Pfarrverband Walpertskirchen               | 2         | 0             | 1        | Kirchenstr. 1, 85469 Walpertskirchen  | 4681                         | Erding                  |
| Pfarrverband Wartenberg                    | 3         | 0             | 1        | Strogenstr. 17, 85456 Wartenberg      | 6275                         | Erding                  |
| SUMME                                      | 43        | 1             | 6        |                                       | 80143                        |                         |

## Liste der Pfarreien
→ Hauptartikel: Liste der Kirchengebäude im Dekanat Erding